# Lake Aluma (Oklahoma)
Lake Aluma es un pueblo del condado de Oklahoma, en el estado de Oklahoma, Estados Unidos. Tiene una población estimada, a mediados de 2022, de 89 habitantes.

## Geografía
Está ubicado en las coordenadas 35°31′53″N 97°26′51″O / 35.53139, -97.44750 (35.53147, -97.447417).

## Demografía
Según el censo de 2000, en ese momento los ingresos medios de los hogares eran de $152,674 y los ingresos medios de las familias eran de $150,000. Los hombres tenían ingresos medios por $100,000 frente a los $31,250 que percibían las mujeres. Los ingresos per cápita eran de $71,838. No había habitantes por debajo de la línea de pobreza.
De acuerdo con la estimación 2017-2021 de la Oficina del Censo, los ingresos medios de los hogares son de $247,500. Alrededor del 6.3% de la población está por debajo de la línea de pobreza.